# Московски институт по топлотехника
Московският институт по топлотехника е руски (по-рано съветски) научноизследователски институт в Москва, основан на 13 май 1946 г.
В началото основната му задача е разработването на балистични ракети, както и на ракети, които да подобряват ядрената мощ на страната.
Днес институтът работи по граждански проекти с невоенна цел като преконструирането на балистични ракети в ракети-носители за изстрелване на космически апарати.